# Sarah Abu Sabbah
Sarah Basem Najem Abu Sabbah (* 27. Oktober 1999 in Düsseldorf) ist eine deutsch-jordanische Fußballspielerin.

## Karriere

### Vereine
Abu Sabbah begann im Düsseldorfer Stadtteil Vennhausen beim dort ansässigen FC Tannenhof mit dem Fußballspielen. Von 2010 bis 2013 für die Jugendmannschaften des FCR 2001 Duisburg, ehe sie im Sommer 2013 in die Jugendabteilung der SGS Essen wechselte. In der Saison 2014/15 trat sie mit Essens B-Juniorinnen in der Bundesliga West/Südwest an, erzielte elf Tore in 17 Punktspielen und gewann mit der Mannschaft zudem den Verbandspokal. Zur folgenden Saison 2015/16 wechselte sie zu Bayer 04 Leverkusen, für den Verein sie ebenfalls in der B-Juniorinnen-Bundesliga antrat, daneben aber regelmäßig mit der Bundesliga-Mannschaft trainierte. Am 20. März 2016 gehörte sie für die Partie gegen den 1. FFC Turbine Potsdam erstmals zum Spieltagskader. Bei der dortigen 0:6-Auswärtsniederlage wurde sie in der 90. Minute für Francesca Weber eingewechselt und kam damit zu ihrem Debüt in der höchsten Spielklasse im deutschen Frauenfußball.
Nach 27 Spielen und 25 Toren für Bayer 04 Leverkusen II wechselte sie im Juni 2018 zum Bundesliga-Aufsteiger Borussia Mönchengladbach. Zur Saison 2022/23 wurde sie vom Bundesligaaufsteiger SV Meppen verpflichtet. Nach nur neun Punktspielen verließ sie den Verein zum Saisonende und ist seit dem 4. Juli 2023 Spielerin des in der drittklassigen Regionalliga Nordost spielenden 1. FC Union Berlin. Zum Saisonauftakt am 20. August 2023 erzielte sie beim 6:1-Sieg im Auswärtsspiel gegen Hertha BSC, die vor Saisonbeginn alle Mädchen- und Frauenmannschaften von Hertha 03 Zehlendorf übernommen hatte, sogleich zwei Tore.

### Nationalmannschaft
Abu Sabbah war Teil des Kaders der jordanischen U17-Nationalmannschaft, die an der vom 30. September bis 21. Oktober 2016 in Jordanien ausgetragenen Weltmeisterschaft teilnahm. Dort erzielte sie bei der 1:4-Niederlage gegen Mexiko mit dem Treffer zum 1:0 in der sechsten Minute den einzigen Treffer Jordaniens im Turnierverlauf. Im September 2017 debütierte sie für die A-Nationalmannschaft in einem Testspiel gegen Lettland. Im Februar 2024 gewann sie mit Jordanien in Saudi-Arabien die Westasienmeisterschaft.

## Erfolge
Nationalmannschaft
- Fußball-Westasienmeisterschaft der Frauen: 2024

Vereine
- B-Juniorinnen-Niederrheinpokal-Sieger 2015 (mit der SGS Essen)
- Torschützenkönigin Regionalliga Nordost: 2023/24 (42 Tore) (mit dem 1. FC Union Berlin)
- Meister der zweiten Bundesliga 2024/25 und Aufstieg in die Bundesliga (mit dem 1. FC Union Berlin)